# Schin op Geul
Schin op Geul (Limburgs: Sjin) is een kerkdorp in het zuiden van de Nederlandse provincie Limburg in de gemeente Valkenburg aan de Geul. Tot Schin op Geul behoren ook de buurtschappen en gehuchten Engwegen, Keutenberg, Walem, Schoonbron en Strucht. Het grondgebied van Schin op Geul is 691 hectare groot en telt ongeveer 1.415 inwoners.

## Geschiedenis
Schin op Geul wordt voor het eerst vermeld in de jaren 847 en 968 in schenkingsoorkonden ten gunste van de abdij van St.-Remigius te Reims en haar proostdij te Meerssen. Schin op Geul is daarmee de eerste met name genoemde plek in de huidige gemeente Valkenburg. Een andere geschreven vermelding van het dorp dateert uit 1145: in een gunstbrief beschrijft paus Eugenius III de eigendommen van de monniken van Reims. Daarbij wordt ook de kerk van Schin genoemd. Schin op Geul was onderdeel van het Land van Valkenburg en viel, met uitzondering van de jaren 1557-1593, onder de schepenbank Klimmen. Na afloop van de Tachtigjarige Oorlog, bij de verdeling van het Land van Valkenburg met het Partagetraktaat in 1661, viel Schin op Geul aan het rijk van de Spaanse Habsburgers. Vanaf 1715 viel het aan de Oostenrijkse Habsburgers. Bij het Verdrag van Fontainebleau in 1785 werd het gebied overgedragen aan de Republiek der Nederlanden. 
In de jaren 1910 bevond zich achter het station de Kalkoven Kroongroeve en ongeveer 200 meter noordwestelijker staat de Kalkoven Walem. Aan de overzijde van het dal bevond zich vanaf 1918 de Kalkoven Engwegen.
Vanaf de Franse tijd tot 1940 was Schin op Geul een zelfstandige gemeente. Nadien werd het dorp een deel van de gemeente Valkenburg-Houthem.
Tijdens de Tweede Wereldoorlog zijn ten minste twee mensen uit Schin op Geul gesneuveld:
- De dienstplichtige soldaat Laurentius Cornelis Franciscus Huntjens, bij de verdediging van Nijswiller op 10 mei 1940, bij de Duitse invasie. [4]
- Jean Caubo, lid van de Nederlands-Franse verzetsgroep Dutch-Paris, destijds woonachtig in Parijs, op 13 februari 1945 in het concentratiekamp Dautmergen.

In de jaren zestig van de twintigste eeuw gaf de cabaretier Wim Sonneveld Schin op Geul nationale bekendheid met zijn typetje "Frater Venantius uit Schin op Geul". De heemkundige vereniging van het dorp heeft een lokale kunstenares een bronzen standbeeld van de zingende frater laten maken, dat in het plantsoen staat langs de Breeweg.

## Naam
Voor de naam Schin bestaan verschillende verklaringen. De naam zou kunnen afstammen van het keltische woord schin dat plek betekent. Waarschijnlijker is de Germaanse waternaam Schin, wat "helder water" betekent. Deze naam zou dan een oude benaming voor de Geul zijn. Het dorp is ontstaan als dochternederzetting van Oud-Valkenburg bij een doorwaadbare plaats in de Geul. De huidige naam Schin op Geul is ontstaan om het dorp te onderscheiden van andere plaatsen in de omgeving als Schinnen en Schinveld, die eenzelfde stamvorm hebben.
Een andere verklaring van de naam Schin op Geul is dat de naam is afgeleid van een volk, de Sunici. Dit volk vestigde zich na de uitroeiing van de Eburonen door de Romeinen in het huidige Zuid-Limburg. Deze verklaring is weinig overtuigend daar Schin op Geul in het middeleeuwse ontginningsgebied rondom Valkenburg is gelegen.

## Bezienswaardigheden en toerisme
- De parochiekerk is gewijd aan Sint-Mauritius. Het oudste gedeelte van de huidige kerk is gebouwd in romaanse stijl. In 1926 werd de kerk in neoromaanse stijl vergroot volgens plannen van architect Hubert van Groenendael uit Maastricht. Aan het oude zaalkerkje werden een schiptravee, een transept, een nieuw rondgesloten priesterkoor en twee sacristieën toegevoegd. De kerk is sinds 1859 een bedevaartsoord van Sint-Cornelius, vanwege zijn relieken die zich hier bevinden.
- Diverse oude boerderijen en vakwerkhuizen, meest 18e-eeuws. Het vakwerkhuis aan Eikenderweg 8 stamt uit 1690.
- Groeve Keutenberg, een geologisch monument (vlak bij de niet meer zichtbare Kalkoven Engwegen)
- Mariakapel in Schoonbron
- Lijst van rijksmonumenten in Schin op Geul
- Orchideeëntuin Gerendal in het droogdal op ongeveer twee kilometer ten zuidwesten van het dorp.

Het dorp is een bekend vakantieoord. Er zijn hotels, campings en een bungalowpark.

## Natuur en landschap
Schin op Geul ligt in de vallei van de Geul op een hoogte van ongeveer 77 meter. Voor wandelaars is Schin een vertrekpunt voor vele routes. Vanuit Schin op Geul loopt er onderaan de Schaelsberg langs de Geul een wandelpad naar Valkenburg dat de Drie Beeldjes, de Sint-Jansbron en de kastelen Genhoes, Schaloen en Oost passeert. Ook loopt er een wandelpad via Engwegen over de westoever van de Geul langs de Gronselenput naar Stokhem. Aan de zuidzijde van het dorp ligt de Sousberg met daar schuin achter de Keutenberg. Tussen deze twee heuvels ligt het droogdal de Engwegengrub en ten westen van de Sousberg het droogdal de Kleingracht. Ten zuidwesten van het dorp ligt het Gerendal. Ten noordwesten van het dorp is de mergelwand van de Daolkesberg goed zichtbaar. Ten noorden van het dorp ligt in de bodem de Schin op Geulbreuk.

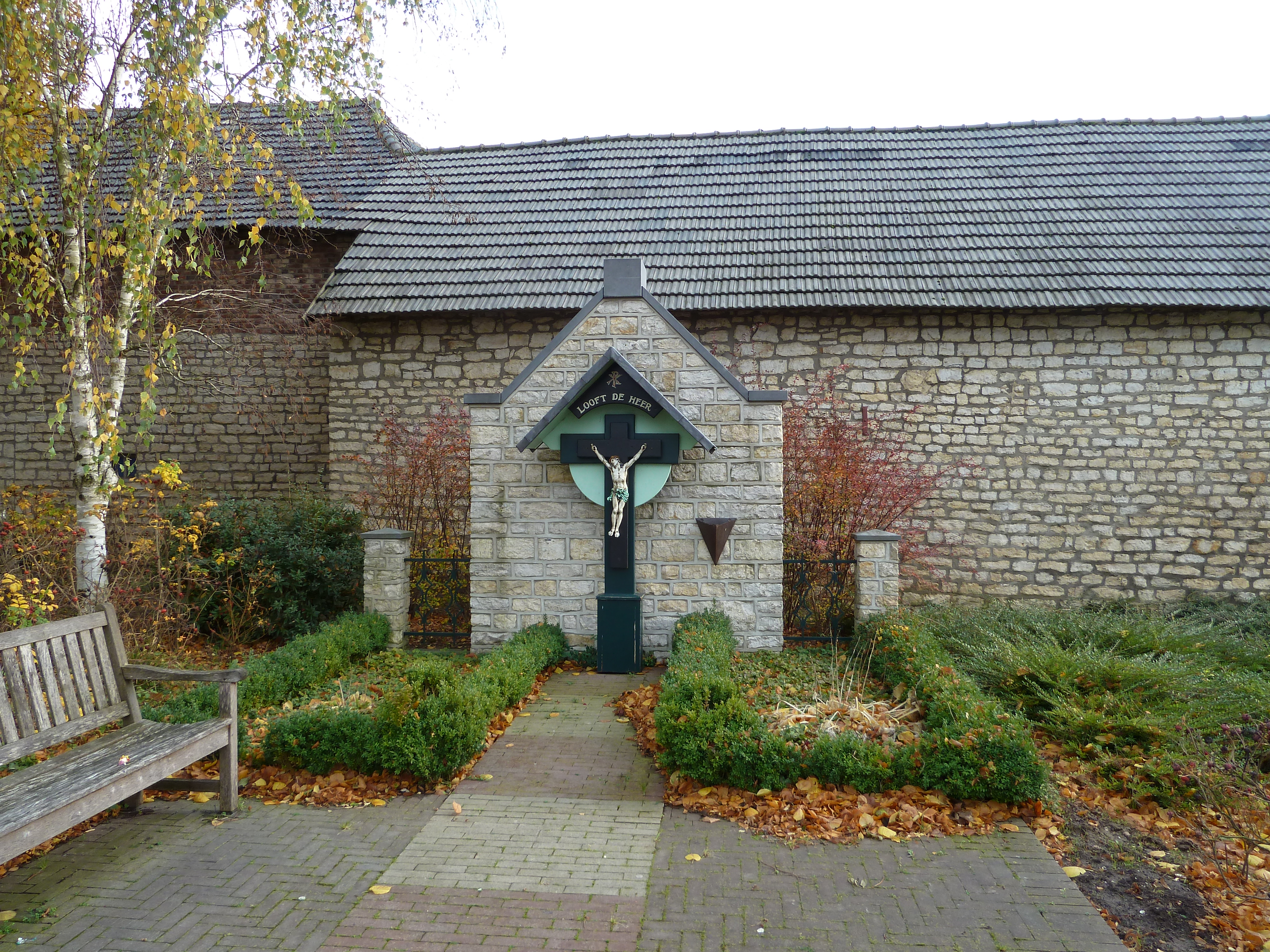
Kapel Ransdalerweg-Valkenburgerweg
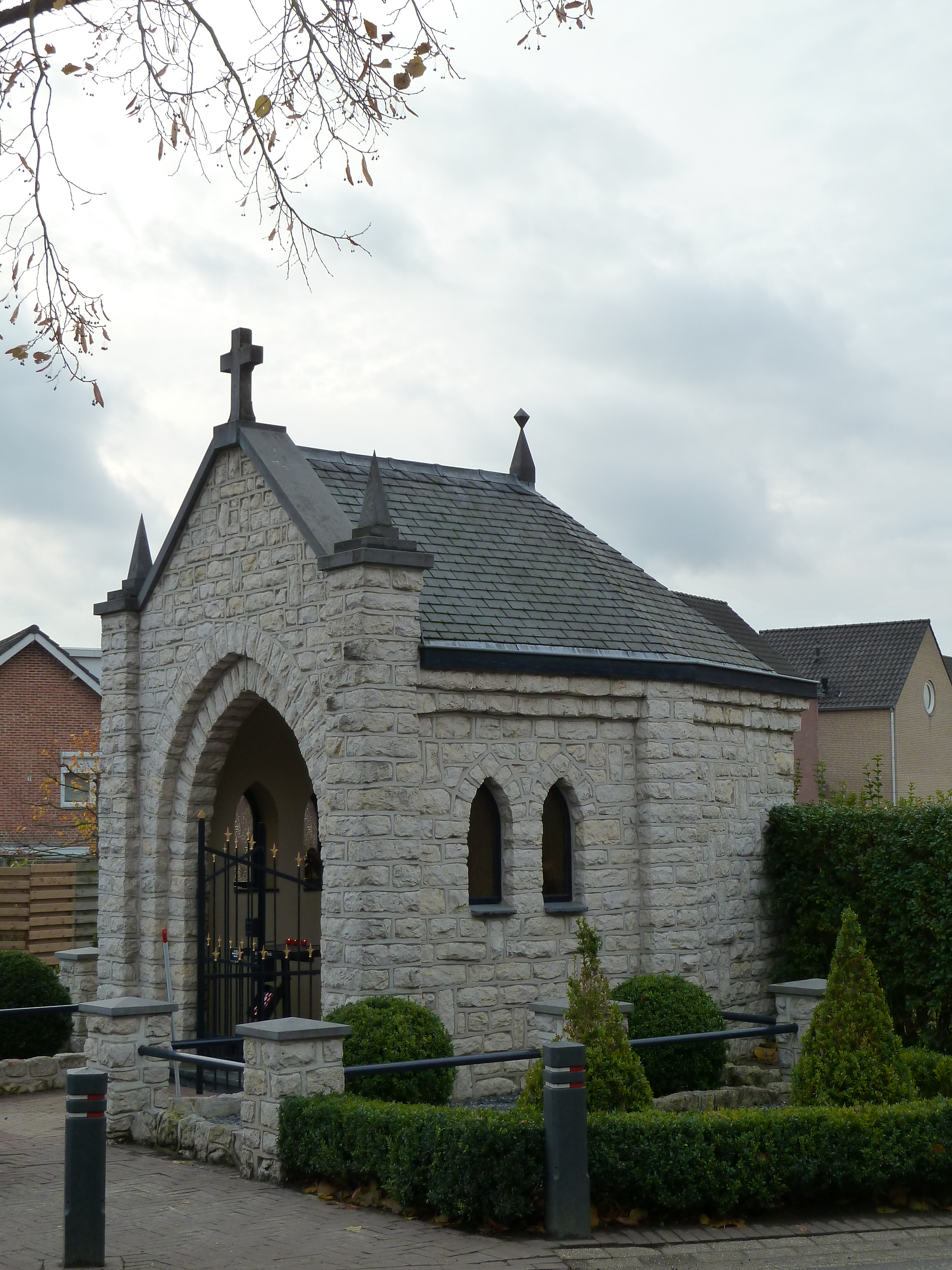
Kapel Hoogbeek-Valkenburgerweg
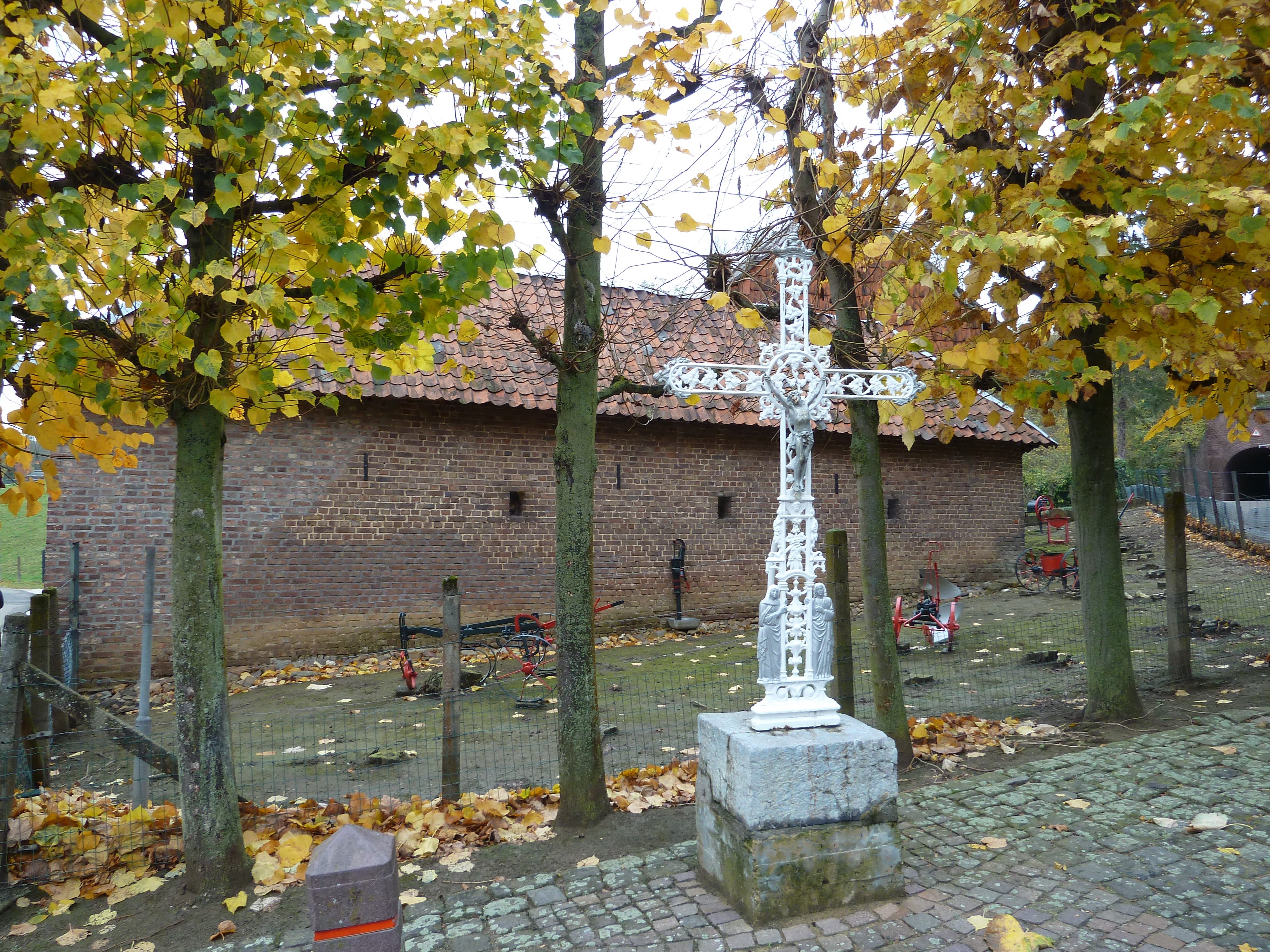
Wegkruis Graafstraat-Walem
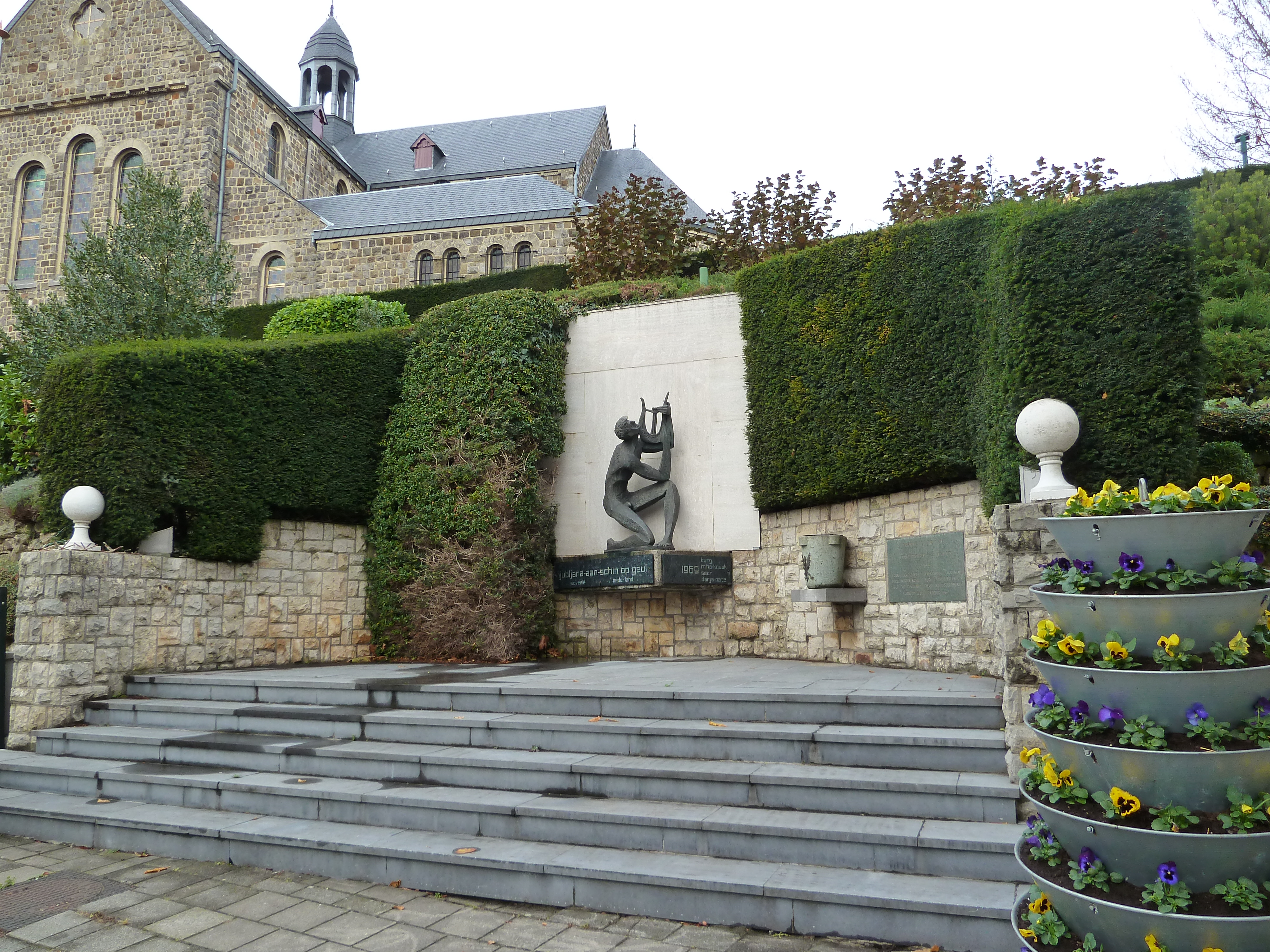
Monument uit 1969 voor de kerk ter ere van samenwerking tussen Ljubljana en Schin op Geul
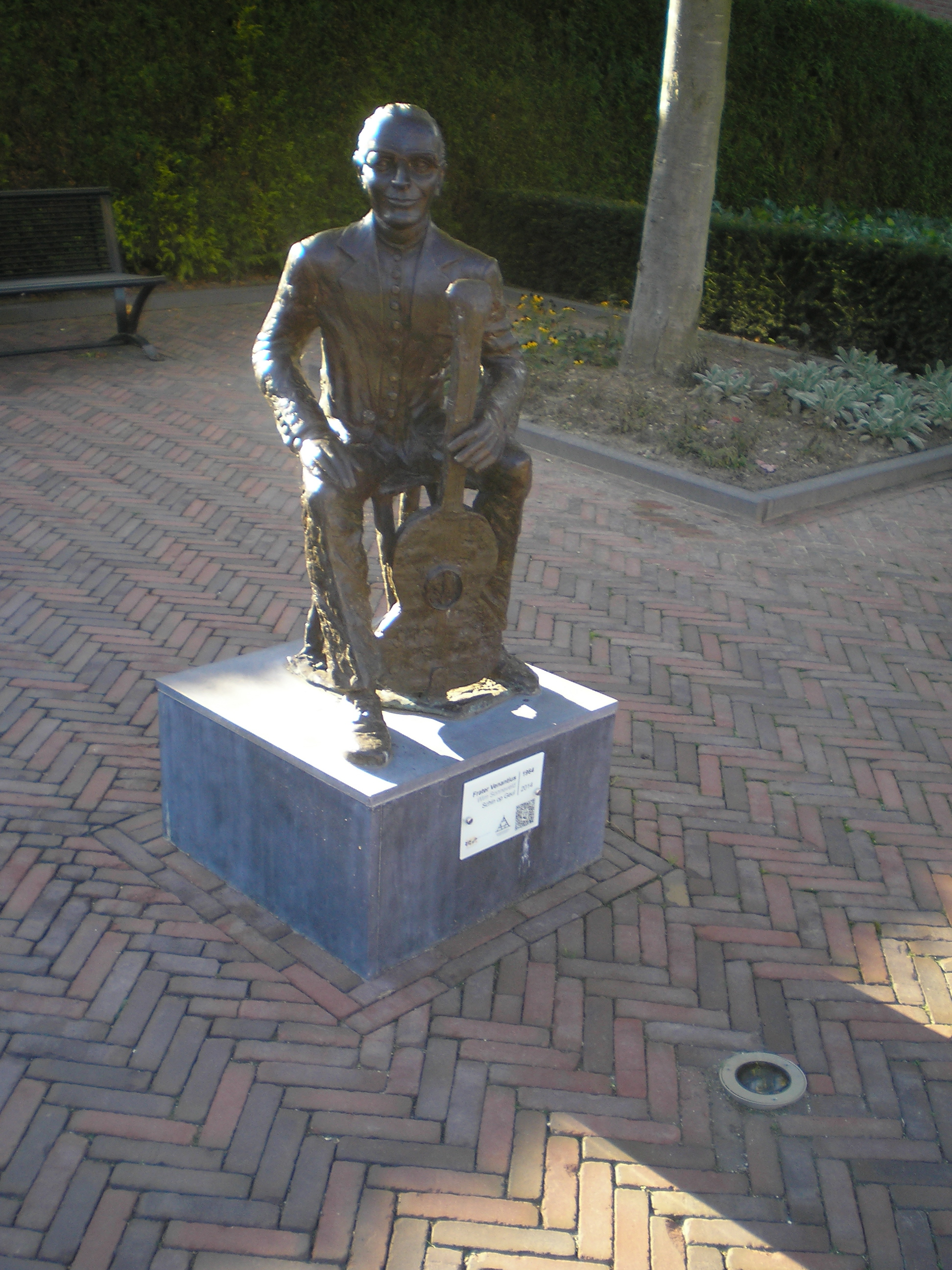
Bronzen beeld van Wim Sonneveld als Frater Venantius, gemaakt door kunstenares Nelly Vincken[5] en geplaatst op 24 mei 2015 aan de Breeweg
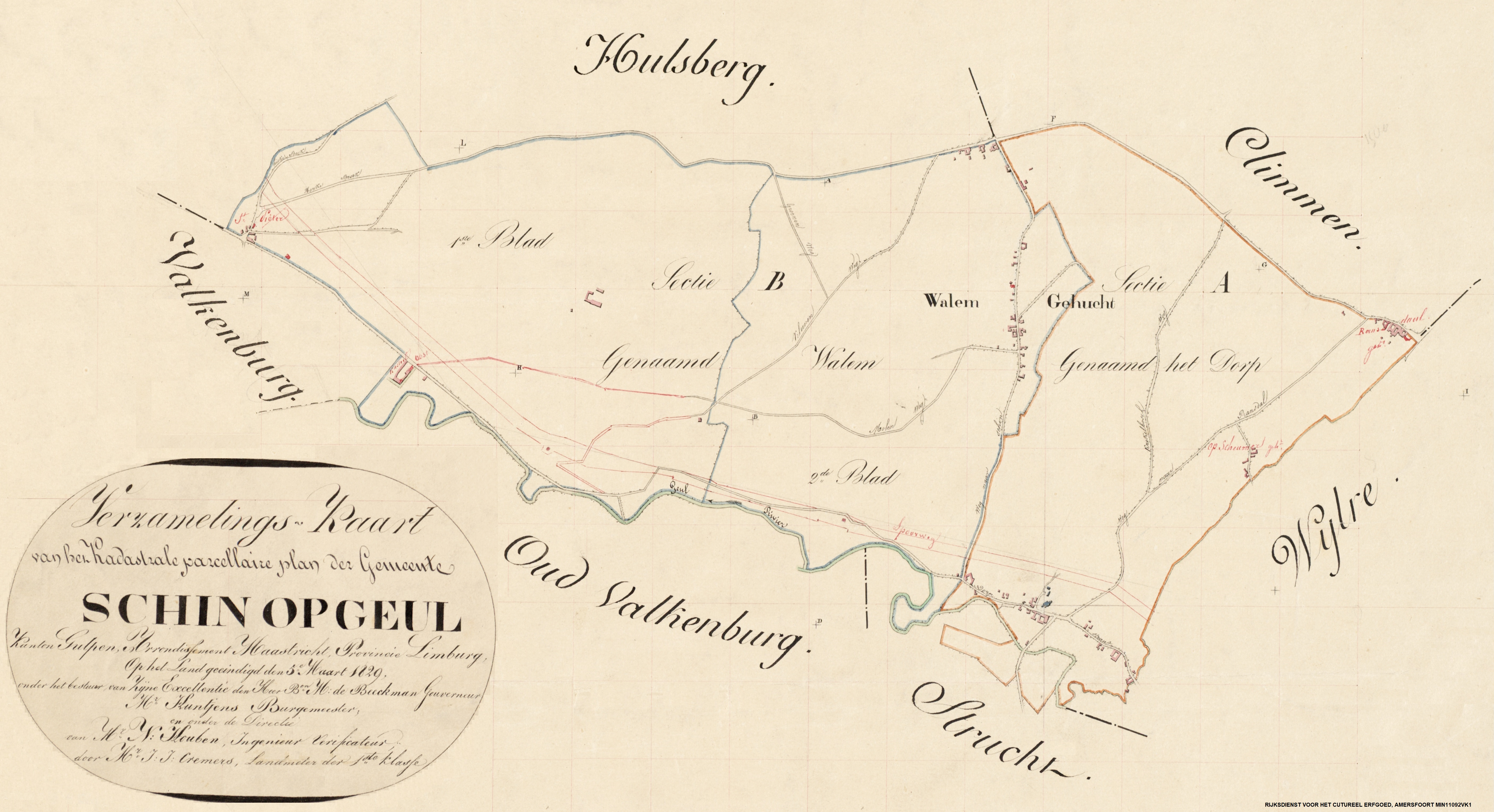
Kadasterkaart gemeente Schin op Geul 1829

## Verkeer
Schin op Geul is gelegen aan de spoorlijn Heerlen - Schin op Geul en de spoorlijn Aken - Maastricht en heeft een station. Naar Kerkrade en Maastricht stopt er elk half uur de stoptrein van Arriva. Op het traject naar Simpelveld rijdt sinds 1995 de stoomtrein van de Zuid-Limburgse Stoomtrein Maatschappij (ZLSM). Vaak wordt gezegd dat dit de Miljoenenlijn is, maar dat klopt niet, want dat is het spoortraject Landgraaf - Simpelveld.

## Voorzieningen
In Schin op Geul bevinden zich horeca, campings en een bungalowpark.

## Sport
Van 2010 tot 2013 was er in Schin op Geul een jaarlijkse wielerwedstrijd waar teams vanuit België, Duitsland en Nederland aan deelnamen. Het parcours ging over verschillende heuveltoppen in de omgeving over een afstand van 15 km. De renners reden op dit parcours 10 ronden richting de finish net voor de Geulbrug aan de Breeweg. De gemeente Voerendaal liet echter weten geen vergunning meer te zullen geven voor dit parcours op haar grondgebied.

## Geboren in Schin op Geul
- Victor Willem Ruypers, (1898-1993), politicus
- Hans Coumans, (1943-1986), kunstschilder

## Trivia
De spoorwegovergang aan de Holleweg werd in 1986 gebruikt voor de opnames van de film Flodder. Opa Flodder wordt op deze overgang namelijk zogenaamd overreden door een gele Blauwe Engel.
Wim Sonneveld speelde de zingende frater Venantius uit Schin op Geul.

## Nabijgelegen kernen
Oud-Valkenburg, Scheulder, Wijlre, Klimmen, Ransdaal
In de nabijheid van Schin op Geul liggen bovendien de buurtschappen Strucht, Engwegen, Schoonbron en Walem.